# Syrjäjärvi (sjö i Leppävirta, Norra Savolax)
Syrjäjärvi är en sjö i kommunen Leppävirta i landskapet Norra Savolax i Finland. Sjön ligger 82,3 meter över havet. Den är 12 meter djup. Arean är 81 hektar och strandlinjen är 4,6 kilometer lång. Sjön  ingår i Vuoksens huvudavrinningsområde.   Den ligger omkring 52 kilometer sydöst om Kuopio och omkring 310 kilometer nordöst om Helsingfors. 